# Paul Lipponer senior
Paul Lipponer senior (* 21. Dezember 1896 in Mannheim) war ein deutscher Fußballspieler.
Der Stürmer Paul Lipponer spielte mit seinem Heimatverein VfTuR Feudenheim im Odenwaldkreis. Am 11. Juli 1920 stürmte der Feudenheimer in der Stadtmannschaft von Mannheim beim Spiel gegen Ludwigshafen auf Linksaußen. Bei einer 2:3-Niederlage nach Verlängerung erzielte er an der Seite von Josef Herberger und Karl Höger einen Treffer. Am 13. März 1921 vertrat er die Farben des Odenwaldkreises bei einem Spiel gegen den Pfalzkreis. Beim 5:2-Erfolg vor 12.000 Zuschauern zeichnete sich der Mittelstürmer aus Feudenheim mit drei Treffern an der Seite von Herberger, Höger und Willi Hutter vom SV Walhof aus. Beim mit 4:6 gegen Waldhof verlorenen Finale um den Rheinbezirkspokal am 23. April 1922 erzielte er alle vier Tore für Feudenheim. In der Saison 1921/22 belegte er mit Feudenheim im Kreis Odenwald Abt. 2 hinter dem VfR Mannheim den 2. Platz. In der Rheinbezirksliga landete er mit Feudenheim 1923/24 auf dem 6. Rang.
Er wechselte 1924 vom VfTuR Feudenheim zum hessischen Bezirksligisten 1. Mainzer FSV 05. Exakte Karrieredaten sind nicht überliefert. Lediglich von 1925 bis zu seinem Karriereende 1931 sind 110 Spiele in Bezirksliga, Meisterschaftsendrunde und Trostrunde nachgewiesen, in denen Lipponer 98 Tore gelangen. Seither unerreicht in der Mainzer Vereinsgeschichte sind seine sieben Treffer in der Partie gegen den SV 05 Trier (8:0) am 9. Januar 1927. In der Saison 1925/26 belegte er mit dem Aufsteiger Mainz 05 im Bezirk Rheinhessen/Saar hinter dem FV Saarbrücken den 2. Rang und 1926/27 gelang die Meisterschaft. In den 18 Rundenspielen in der Bezirksliga 1926/27 und den zehn Endrundenspielen um die Süddeutsche Meisterschaft absolvierte Lipponer 27 Spiele und erzielte 30 Tore. Er lief dabei zumeist als linker Verbinder auf.
Lipponers Sohn Paul junior spielte ebenfalls kurzzeitig für die 05er, die längste Zeit jedoch für den SV Waldhof Mannheim.

## Weblink
- Spieldaten Lipponer bei 1. FSV Mainz 05